# Civitavecchia
Civitavecchia [čivitavekkia] je italské přístavní město v provincii Roma v centrální italské oblasti Lazio. Leží u Tyrhénského moře, 69 km západoseverozápadně od Říma. Oblast byla osídlena už v etruském období.

## Geografie
Sousední obce: Allumiere, Santa Marinella a Tarquinia.

## Historie
Město bylo založeno Etrusky. Přístav založil římský císař Traianus roku 102 n.l, povolal k jeho projektu a realizaci svého oblíbeného architekta Apollodóra z Damašku, a nazval jej latinsky Centum Cellae (česky "sto cel, buněk či domů). Podle výsledků archeologických výzkumů a hmotové rekonstrukce zastavěného území, jež ve videoprojekci prezentuje Národní archeologické muzeum v Civitavecchii, zděné domy takového počtu dosahovaly. 
První písemnou zmínku uvádí Plinius starší ve své koresppndenci. Byzantskou pevnost v roce 758 získali papežové. V letech 813-814, 828 a 846 ji obléhali Saracéni. Na příkaz papeže Lva VII. byly hradby zesíleny. Boje o vládu nad městem trvaly až do roku 1431. V roce 1696 se město za papeže Inocence XII. stalo hlavním přístavem Říma, jímž zůstává dosud. Po vyhnání jezuitů roku 1767 se na čas vlády zmocnil admirál Antonio  Barcello. V letech 1810-1814 byly založeny lázně. V roce 1859 město získalo železniční trať z Říma. V roce 1870 naposledy vystoupil papežský stát pod vedením generála Nina Bixia proti sjednocení Itálie. Za druhé světové války bylo město (hlavně přístav) opakovaně bombardovány.

## Demografie
Počet obyvatel

## Památky
- Forte Michelangelo - přímořskou pevnost na čtvercovém půdorysu s nárožními válcovými bastiony a vodním příkopem - pro papeže Julia II. projektoval  Donato Bramante za účasti Michelangela, ale nedostavěl. Pozdější přestavby a přístavby zaplnily původně arkádový dvůr. Pevnost má dosud vojenskou správu a není přístupná veřejnosti.
- část hradby městského opevnění
- archeologické lokality: Trajánova brána, Taurinovy lázně
- katedrála svatého Františka z Assisi -postavena roku 1782 na místě staršího kostela,
- Kostel Početí Panny Marie (Santuario Sacrosanctae Concepzione)

## Specialta
- Aperitiv Sambuca

## Osobnosti města
- Kornélius (cca 180–253), papež
- Luigi Calamatta (1802–1869), malíř, kreslíř a rytec

## Partnerská města
- Amelia, Itálie
- Betlém, Palestina
- Išinomaki, Japonsko
- Nan-tchung, Čína